# ГЕС Tungatinah
ГЕС Tungatinah – гідроелектростанція у Австралії в центральній частині острова Тасманія. Знаходячись між ГЕС Lake Echo (33,5 МВт) та ГЕС Liapootah, становить одну зі станцій другого ступеню (поряд з ГЕС Tarraleah) в дериваційному гідровузлі, який охоплює верхню частину сточища річки Дервент. Остання тече з Центрального нагір’я Тасманії в південно-східному напрямку до впадіння у затоку Сторм (Тасманове море) біля головного міста острова Гобарту.
Ресурс для роботи станції збирають за допомогою трьох систем – центральної та під’єднаних до неї східного і західного відгалужень. Центральна пов’язана з лівобережжям річки Найв, великої лівої притоки Дервенту, та починається у сховищі Pine Tier, створеному на Найві в районі впадіння вже його лівої притоки річки Пайн. Для цього дещо нижче за устя останньої звели бетонну гравітаційну греблю висотою 40 метрів та довжиною 195 метрів, яка потребувала 77 тис м3 матеріалу та утримує водойму з площею поверхні 0,83 км2 і об’ємом 7,4 млн м3.
Від Pine Tier прямує дериваційна траса довжиною понад 10 км, яка включає водовід довжиною 0,3 км, перекинутий над лівою притокою Найву Serpentine Rivulet. Завершується вона у сховищі Бронте, створеному на черговій лівій притоці – струмку Woodwards Creek, який перекрили кам’яно-накидною греблею висотою 10 метрів та довжиною 311 метрів, що потребувала 27 тис м3 матеріалу і утримує водойму з площею поверхні 5,6 км2 та об’ємом 19,2 млн м3. Ще далі по лівобережжю Найву розташовуються резервуари Bradys (на Bradys Creek, лівій притоці Найву), Binney (на Big Marsh Creek, що впадає ліворуч до попередньої) та Tungatinah Lagoon (на Tungatinah Creek). Перший з них утримує кам’яно-накидна споруда висотою 20 метрів та довжиною 805 метрів, яка потребувала 292 тис м3 матеріалу, другий – гребля того ж типу висотою 10 метрів та довжиною 1262 метри, на зведення якої використали 192 тис м3 матеріалу. При цьому Bradys має площу поверхні 6,3 км2 та об'єм 71 млн м3, а Binney – 4,1 км2 та 26,4 млн м3. Всі названі водойми з’єднані каналами – довжина такої споруди між Бронте та Bradys становить 3,1 км, на ділянці від Bradys до Binney канал простягнувся на 0,9 км, а Binney та Tungatinah Lagoon сполучили однокілометровою трасою.
Із заходу до Бронте приєднується водозбірний маршрут, котрий прямує з протилежної сторони сточища Найву. Він починається у сховищі Laughing Jack, створеному на Powers Creek, правій притоці Clarence River, котра вже в свою чергу впадає праворуч у Найв. Для цього Powers Creek перекрили кам’яно-накидною греблею висотою 17 метрів та довжиною 170 метрів, яка потребувала 68 тис м3 матеріалу та утримує водойму з площею поверхні 3,4 км2 і об’ємом 24,8 млн м3. Ресрус з Laughing Jack дренується природним шляхом до Clarence River, яку за пару кілометрів по тому перекриває невелика водозабірна гребля. Від останньої до Бронте прокладено водовід довжиною біля 9 км, котрий проходить над руслом Найву.
Зі сходу до сховища Bradys вивели дериваційну трасу довжиною майже 4 км, яка включає центральну ділянку у вигляді тунелю довжиною 3,3 км та прямує від резервуару Ді, створеного на однойменній лівій притоці Дервенту. Для цього Ді перекрили земляною греблею висотою 15 метрів та довжиною 274 метри, котра потребувала 93 тис м3 матеріалу та утримує водойму з площею поверхні 6,3 км2 і об’ємом 41,9 млн м3. Саме у озеро Ді надходить вода зі згаданої вище станції першого ступеню ГЕС Lake Echo.
Зі сховища Tungatinah в бік розташованого на лівому березі Найву машинного залу прокладено тунель довжиною 0,8 км, за яким слідують напірні водоводи довжиною біля 1 км.
Основне обладнання станції становлять п’ять турбін типу Френсіс потужністю по 25 МВт, які при напорі у 290 метрів забезпечують виробництво 579 млн кВт-год електроенергії на рік.
Відпрацьована вода потрапляє до Нілу на початку сховища Liapootah. При цьому з протилежного боку туди скидає ресурс інша ГЕС другого ступеню гідровузла – Tarraleah.
Видача продукції відбувається по ЛЕП, розрахованій на роботу під напругою 110 кВ.